# L-foto-leucine
L-foto-leucine is een synthetisch derivaat van het proteïnogene aminozuur L-leucine.
In de biosynthese van eiwitten wordt L-foto-leucine behandeld als het natuurlijke aminozuur leucine. De foto-activiteit ervan maakt het mogelijk de interactie tussen verschillende proteïne-moleculen te bestuderen. Als in een complex, bestaande uit meerdere proteïne-moleculen, één ervan foto-leucine bevat in plaats van de normale variant, kan tijdens bestraling met uv-licht een koppeling ontstaan tussen de verschillende moleculen. De koppeling zorgt ervoor dat het complex intact blijft tijdens zuiveringsstappen, waardoor studie van het werkzame complex via een standaard western blot test mogelijk wordt. Hoewel cellen beschikken over controlemogelijkheden op vreemde verbindingen, maakt de grote overeenkomst tussen het lichtgevoelige aminozuur en de standaardverbinding het toch mogelijk foto-leucine de cel binnen te smokkelen.

## Structuur

Een diazirinering

Links leucine, rechts foto-leucine

Zoals in de inleiding is aangegeven vormt foto-leucine een synthetisch derivaat van het standaard aminozuur leucine. De methylgroep die in leucine in de R-groep voorkomt, is in foto-leucine vervangen door een cyclopropeen-achtige ring waarbij de stikstofatomen de plaats hebben ingenomen van de alkeen-koolstofatomen.
Door de diazirinering is foto-leucine lichtgevoelig: onder invloed van uv-licht wordt stikstofgas afgesplitst. Het overblijvende koolstofatoom is een carbeen, een reactief intermediair dat snel met een naburig molecuul (de andere proteïneketen) zal reageren.
De rest van het aminozuurmolecuul komt overeen met elk aminozuur: een carbonzuurgroep, een aminogroep, een waterstofatoom en een R-groep aan wat meestal het α-koolstofatoom genoemd wordt. In de R-groep treffen we, naast twee extra koolstofatomen, de cyclopropeen-achtige ring aan.

Alleen het L-isomeer van foto-leucine is interessant om te synthetiseren, omdat alle aminozuren in eiwitten dezelfde stereochemische structuur bezitten rond het α-koolstofatoom.

## Synthese vanL-foto-leucine
De structuurformules hierboven en ook de systematische namen van leucine (2-amino-4-methylpentaanzuur) en foto-leucine (2-amino-4,4'-azipentaanzuur) geven aan dat foto-leucine in structuur erg op leucine lijkt. Toch vraagt de plaatsing van de diazinering toch een speciale benadering, die niet kan uitgaan van leucine zelf. Het omzetten van een methylgroep in de diazinering is chemisch geen rechttoe-rechtaanverhaal.
Voor foto-leucine wordt uitgegaan van 2-amino-4-oxopentaanzuur. Hierin wordt het keton op de 4-plaats vervangen door de diazinering. Bromeren van 4,4'-azipentaanzuur geeft DL4,4'-azi-2-broompentaanzuur. De volgende stap bestaat uit een aminolyse, waarbij het broomatoom op de 2-plaats vervangen wordt door een aminogroep. Hierbij ontstaat DL2-amino-4,4'-azipentaanzuur. Voor de chemicus is hiermee de synthese klaar, voor de biochemicus rest nog het probleem dat slechts de helft van het product de juiste ruimtelijke structuur heeft. Door het racemische foto-leucine te acetyleren, en vervolgens met behulp van een enzym dat alleen de L-vorm deacetyleert, wordt zuiver L-foto-leucine verkregen. Het nadeel van deze methode is dat de scheiding van de twee isomeren pas in de allerlaatste stap wordt gerealiseerd, waardoor 50% afval ontstaat.

De oorspronkelijke syntheseroute is sindsdien verbeterd. Er wordt uitgegaan van een met behulp van BOC beschermd commercieel verkrijgbaar aminozuur dat al de juiste L-vorm heeft. Via ozonolyse, gevolgd door de introductie van de diazirinering volgens Church en Weiss en verwijdering van de BOC-groep wordt het L-foto-leucine verkregen.

## Activering van foto-leucine
Foto-leucine wordt met behulp van uv-licht geactiveerd. Elektromagnetische straling met een golflengte van 345 nm werkt optimaal, maar alle golflengten tussen 320 en 370 nm werken zijn in staat de diazirine-ring te verbreken, waarbij stikstofgas ontstaat en het koolstofatoom overblijft als carbeen. De binding die ontstaat tussen dit koolstofatoom als onderdeel van het ene proteïne (A), en atomen die onderdeel zijn van een ander proteïne (B) vormen de basis voor de cross-linking-eigenschappen van foto-leucine, waardoor de twee peptideketens tot één geheel (AB) worden gekoppeld.
De reactie wordt in vivo vooral uitgevoerd met behulp van micro-organismen die op agar-platen groeien. Om het proces zo efficiënt mogelijk te laten verlopen dient een niet afgedekte agarplaat te worden gebruikt, die langzaam onder het uv-licht wordt rondgedraaid (vergelijkbaar met het ronddraaien van een kopje in een magnetron). Bij in vivo experimenten moet de bestralingstijd onder de 15 minuten blijven, anders gaan de micro-organismen dood.

## Toepassingen vanL-foto-leucine
In afwezigheid van het leucine wordt L-foto-leucine via het natuurlijke proces van eiwitsynthese ingebouwd in proteïnen. Van deze eigenschap wordt dankbaar gebruik gemaakt in de studies van proteïne-proteïne-interacties (PPI's), doordat foto-leucine een covalente binding realiseert tussen verschillende eiwitketens. Deze eigenschap maakt het mogelijk om stabiele, maar vooral tijdelijke, interacties tussen eiwitten te bestuderen, zonder de structuren waar de eiwitten deel van uitmaken te beschadigen met chemische cross-linkers. Een voorbeeld wordt gevormd door de lokalisatie van de cyclodepsipeptide inhibitor in ruw celmembraan.
De eiwit-eiwit interactie is belangrijk omdat zij de sleutel is tot de cellulaire organisatie, zowel plaats als wat tijd betreft. De belangstelling beperkt zich niet tot fundamenteel onderzoek maar richt zich ook op de processen die betrokken zijn bij de aanhechting van virussen of groeifactoren aan cellen. Daarmee lijkt een weg gevonden naar medicijnen tegen virusinfecties en kanker.

## Voordelen van foto-leucine als crosslinker
Van oudsher werden interacties tussen proteïnen onderzocht met behulp van tamelijk reactieve bifunctionele verbindingen die koppelden aan vrije aminogroepen. Ten gevolge van de korte levensduur van de reactieve intermediairs is fotochemische crosslinking veel specifieker. Foto-leucine heeft verder het voordeel dat het niet door het immuunsysteem herkend wordt als lichaamsvreemde stof. Een verder voordeel is dat foto-leucine blijkbaar geen negatief effect heeft op de levensvatbaarheid van de cel, in tegenstelling tot veel andere niet-natuurlijke aminozuren. Zo kon in E. coli aangetoond worden dat de activiteit van galactosidase niet beïnvloed werd door de aanwezigheid van een van de drie of een mengsel van foto-aminozuren.